# Duka, Vas
Duka  este un sat în districtul Celldömölk, județul Vas, Ungaria, având o populație de 237 de locuitori (2011). 

## Demografie
Componența etnică a satului Duka
     Maghiari (97,1%)
     Germani (2,9%)
Componența confesională a satului Duka
     Romano-catolici (42,19%)
     Luterani (28,69%)
     Reformați (1,27%)
     Necunoscută (27,85%)
Conform recensământului din 2011, satul Duka avea 237 de locuitori. Din punct de vedere etnic, majoritatea locuitorilor (97,1%) erau maghiari, cu o minoritate de germani (2,9%). Nu există o religie majoritară, locuitorii fiind romano-catolici (42,19%), luterani (28,69%) și reformați (1,27%). Pentru 27,85% din locuitori nu este cunoscută apartenența confesională.